# تپه دهکده
تپه دهکده مربوط به دوره اشکانیان است و در شهرستان گرمی، بخش مرکزی، روستای تپه واقع شده و این اثر در تاریخ ۲۵ اسفند ۱۳۴۵ با شمارهٔ ثبت ۶۴۰ به‌عنوان یکی از آثار ملی ایران به ثبت رسیده است.